# Pierre Louÿs

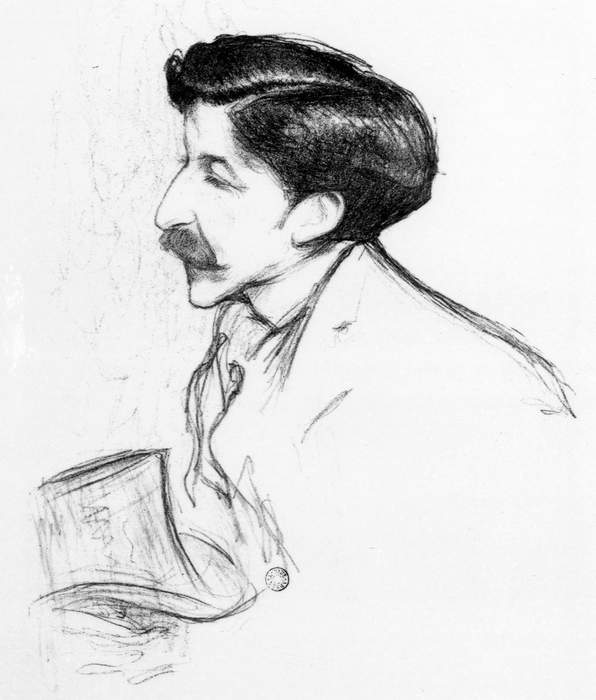
Henri Bataille: Portret Pierre Louÿsa, w: Têtes et Pensées; 1901, Paris, Bibliothèque de l'Arsenal

Pierre Louÿs, właśc. Pierre Félix Louis (ur. 10 grudnia 1870 w Gandawie, zm. 4 czerwca 1925 w Paryżu) – francuski pisarz i poeta, uważany za jednego z mistrzów francuskiej literatury erotycznej. Używał pseudonimów Pierre Chrysis, Peter Lewys i Pibrac.

## Życiorys
Uczęszczał do École Alsacienne w Paryżu równocześnie z André Gidem, z którym nawiązał przyjaźń. Już w wieku szkolnym publikował teksty literackie i nawiązał kontakty z parnasistami, m.in. z Leconte de Lislem i Josém-Maríą de Heredia oraz z symbolistami. W roku 1891 założył czasopismo literackie „La Conque” (Muszla) poświęcone twórczości francuskich parnasistów i symbolistów, obok Stéphane'a Mallarmégo, Jeana Moréasa, Paula Verlaine'a i Charles'a Leconte de Lisle'a - także debiutantów, jak Paul Valéry i André Gide. Oscar Wilde dedykował mu swój utwór Salome. Po wydanym w roku 1894 utworze „Astarte” opublikował Louÿs Pieśni Bilitis, będące rzekomo dziełem jednej z greckich poetek antycznych z kręgu Safony. Claude Debussy skomponował trzy pieśni op. 66 do tekstów z Pieśni Bilitis. Pierwsza powieść Afrodyta (1896) przysporzyła autorowi sławy. Kolejna powieść La femme et le pantin (Kobieta i pajac) stała się tematem adaptacji scenicznych i filmowych, ostatnio Mrocznego przedmiotu pożądania Luisa Buñuela. W roku 1897 związał się z Marią de Régnier. We wrześniu 1898 został ojcem Pierre'a de Régnier. 24 czerwca 1899 ożenił się z Louise, siostrą Marii. Małżeństwo skończyło się rozwodem w roku 1913. W roku 1912 powstała opera Conchita Riccarda Zandonai, której libretto oparte było na powieści Kobieta i pajac. 
Po roku 1917 Louÿs zaczął publikować pod pseudonimami, jak Isthi. Wiele dzieł nie ukazało się w ogóle za życia autora. Także obszerny zbiór korespondencji został opublikowany jedynie we fragmentach. 
Zmarł w wieku 54 lat i został pochowany na Cmentarzu Montparnasse.

## Książki
- Pierre Louÿs: Przygody króla Pauzola, przekł. Barbara Czałczyńska, Kobieta i pajac, przekł. Julian Rogoziński, Warszawa : "Czytelnik", 1978
- Pierre Louÿs: Pieśni Bilitis, przekł. Leopold Staff, T. 1-2, Białystok : Krajowa Agencja Wydawnicza, 1983, ISBN 83-03-00289-9
- Pierre Louÿs: Pieśni Bilitis, przekł. Leopold Staff, Bibliofilska Edycja Miniatur Wydawnictw Artystycznych i Filmowych, Warszawa : WAiF, 1985. ISBN 83-221-0325-5
- Pierre Louÿs: Pieśni Bilitis, przekł. Robert Stiller, Oficyna Naukowa, 2010, ISBN 978-83-7459-100-3
- Pierre Louÿs: Zagadkowa kobieta : romans hiszpański, Warszawa : Księgarnia nakładowa Alfreda Zonera, 1910
- Pierre Louÿs: Zmierzch nimf, opr. graf. Zbigniew Dolatowski, Warszawa, WAIF 1985, ISBN 83-221-0325-5
- Pierre Louÿs: Afrodyta, Warszawa: Warszawska Spółka Nakładowa, 1920